# Contact-Commissie voor Natuur- en Landschapsbescherming
De Contact-Commissie voor natuur- en landschapsbescherming was een Nederlandse natuurbeschermings- en milieuorganisatie. De commissie werd in 1932 opgericht als Contact-Commissie inzake Natuurbescherming en ging vanaf 1972 geleidelijk op in de Stichting Natuur en Milieu.  
De directe aanleiding tot de oprichting was de bedreiging van het Geuldal door de aanleg van een spaarbekken. De commissie verzette zich met succes tegen dit plan en boekte ook in latere jaren aansprekende resultaten. 

## Organisatie en doel
De Contact-Commissie was een los samenwerkingsverband van tientallen organisaties op het gebied van natuurbescherming, heemschut, recreatie en wetenschappelijk onderzoek. De ANWB en de Vereniging Natuurmonumenten waren de belangrijkste leden. Later werden ook bijvoorbeeld de vakorganisaties lid. Naast deze commissie bestond de Stichting Natuur- en Landschapsbescherming, waarvan het bestuur gelijk was aan dat van de Contact-Commissie.
In het bestuur van de commissie leverden de ANWB en Natuurmonumenten lange tijd belangrijke posten, maar ook vanuit de politiek werden bestuursleden gerekruteerd. De bekendste voorzitter was het PvdA-Kamerlid jhr. Marinus van der Goes van Naters, de bekendste secretarissen de latere Commissaris van de Koningin in Noord-Holland Roel de Wit en de latere directeur van Natuurmonumenten Hans Paul Gorter.
Het doel van de commissie was het beschermen van natuur in Nederland. In 1942 werd landschap toegevoegd en in de naam Contact-Commissie voor natuur- en landschapsbescherming tot uiting gebracht. Omstreeks 1972 werd milieubescherming een belangrijk doel en zocht men naar nieuwe vormen van samenwerking. De Stichting Natuur en Milieu was de belichaming van de nieuwe doelstelling en werkwijze.

## Werkzaamheden
De commissie besteedde veel aandacht aan het kritiseren van overheidsplannen op het gebied van bijvoorbeeld ontginningen, inpolderingen, ruilverkavelingen en kanalisering van beken. Vanaf ongeveer 1944 besteedde de commissie meer aandacht aan natuureducatie, waarvoor na enige tijd een aparte organisatie werd opgericht, het latere IVN. In de hoogtijdagen, in de jaren vijftig en zestig van de 20e eeuw, was de commissie een geduchte tegenspeler van landbouworganisaties en de rijksoverheid. Veel ideevorming over de inrichting van natuur en landschap is in nauwe samenspraak tussen de commissie en de rijksoverheid ontstaan. Decommissie gaf diverse publicaties uit, en tussen 1942 en 1972 het blad Natuur en Landschap.

## Opheffing
De Contact-Commissie richtte in 1972 samen met Natuurmonumenten, de Nederlandse Vereniging tegen Water-, Bodem- en Luchtverontreiniging en Stichting Centrum Milieuzorg de Stichting Natuur en Milieu op. De Contact-Commissie werd in 1977 opgeheven.